# Sonny Greer
William Alexander Greer detto Sonny (Long Branch, 26 ottobre 1895 – New York, 23 marzo 1982) è stato un batterista jazz statunitense, famoso per essere stato a lungo il batterista dell'orchestra di Duke Ellington.

## Biografia
Greer nacque a Long Branch, New Jersey, in una famiglia di quattro figli, di cui lui era il secondo. La madre era una sarta e il padre un elettricista. I primi rudimenti della batteria gli furono insegnati da Eugene Holland, il batterista dello spettacolo di vaudeville di J. Rosamond Johnson che passava per la città. Holland accettò di dargli lezioni di batteria in cambo di lezioni di biliardo, gioco che Greer praticava coscienziosamente dall'età di dodici anni e nel quale era molto abile. Questo gli permise di entrare come batterista nell'orchestra del suo liceo, che aveva anche un piccolo gruppo che suonava a feste da ballo. Terminato il liceo, a diciannove anni, Sonny iniziò a lavorare suonando in diversi locali a New York, assieme a musicisti come Fats Waller e Shrimp Jones. Fu in una di queste occasioni che un gruppo d'archi proveniente da Washington (D.C.), chiamato "The Conaway Brothers" lo invitò ad andare con loro. Sonny si trasferì a Washington e fu ingaggiato dall'orchestra dell'Howard Theatre. Fu durante questo ingaggio, nel 1919, che incontrò Duke Ellington in un locale Howard Theater. Greer conosceva già l'ambiente di New York e quando fu ingaggiato dalla Wilbur Sweatman Orchestra, Duke lo seguì ad Harlem dove Greer gli fece più o meno da guida. Questo primo tentativo a New York non ebbe fortuna e i musicisti dovettero tornare a Washington. Ebbero miglior fortuna nel 1923 quando tornarono al seguito di Elmer Snowden come "The Washingtonians", il gruppo che sarebbe presto diventato l'orchestra di Duke Ellington.
Greer era testimonial per la Leedy Drum Company in Indiana e, in cambio del suo lavoro pubblicitario, la ditta gli forniva una batteria personalizzata del valore di più di 3,000 USD, attrezzata con campane tubolari, un gong, diversi timpani e un vibrafono. Questo strumento (di colore bianco) oltre a permettere la realizzazione di un vasto campionario di suono, aumentava grandemente la presenza scenica di Greer (che sedeva normalmente nella posizione più alta del palco) e di conseguenza dell'orchestra.
Greer rimase con Ellington fino al 1951. Durante la permanenza dell'orchestra al Cotton Club, Sonny incontrò nel corpo di ballo la ballerina Millicent, che sposò all'inizio degli anni 1930.
Negli anni 1950 l'affidabilità di Greer come membro dell'orchestra diminuì, per motivi forse associati all'alcool e alla perdurante passione di Greer per il biliardo. Nel 1950 Ellington, in occasione di un tour in Scandinavia - assunse un secondo batterista, Butch Ballard. Greer la prese male e i dissapori che seguirono posero fine alla sua militanza nell'orchestra.
Sonny continuò a suonare, sia come free-lance drummer, sia come parte di formazioni stabili, comparendo a fianco di musicisti come Johnny Hodges, Red Allen, J. C. Higginbotham, Tyree Glenn e Brooks Kerr. Fece occasionali apparizioni in alcuni film ed ebbe anche per qualche tempo un proprio gruppo. Nel 1974 fece parte di uno spettacolo in memoria di Ellington, che riscosse un grande successo in tutti gli Stati Uniti.